# Cercopimorpha tetragonia
Cercopimorpha tetragonia är en fjärilsart som beskrevs av George Francis Hampson 1898. Cercopimorpha tetragonia ingår i släktet Cercopimorpha och familjen björnspinnare. Inga underarter finns listade i Catalogue of Life.